# Башмашников, Абрам Семёнович
Абрам Семёнович Башмашников (19 августа 1929 — 9 марта 2011) — генеральный директор ОАО «Комбинат «Красный Перекоп» (1979—1996), заместитель председателя Государственной Думы Ярославской области II созыва.

## Биография
Родился 19 августа 1929 года в Самаре в семье служащих. В 1953 году окончил технологический факультет Московского текстильного института. После окончания учебного заведения работал мастером, начальником прядильного цеха на Павлово-Посадской фабрике в Московской области. С 1962 по 1974 год являлся начальником производства и главным инженером Кировского текстильного комбината.
С 1974 года Башмашников работал в Ярославле на комбинате «Красный Перекоп» в должности главного инженера, а в 1979 году стал директором предприятия.
В годы постсоветского кризиса, когда на рынке не хватало поставщиков и потребителей, по инициативе Башмашникова на фабрике началась работа с синтетическими нитями, что позволило предприятию расширить ассортимент выпускаемой продукции. В 1990-е годы комбинат запустил выпуск экспортной пряжи, соответствующей международным стандартам.
В 1992 году произошло акционирование предприятия, что позволило руководству самостоятельно развивать комбинат и приобретать необходимое для работы оборудование. Вместе с закупкой аппаратуры была отремонтирована производственная база, установлены приборы для аспирации воздуха. По поручению Башмашникова были построены более тысячи квартир в десятке жилых домов, детский сад, загородные дачи. Был благоустроен пионерский лагерь, обновлены комнаты для отдыха персонала, обустроены пункты приёма пищи. Одно из последних дел Башмашникова – создание музея комбината, где в подробностях описана его история.
С 1994 по 1996 годы Башмашников был депутатом муниципалитета 1-го созыва, выступал на заседаниях в должности председателя. В 1996 году он был избран депутатом Государственной Думы Ярославской области, а позже – заместителем председателя.
Умер 9 марта 2011 года на 82-м году жизни. Похоронен на Леонтьевском кладбище в Ярославле. На доме, где жил Башмашников, позже была установлена мемориальная доска.

## Награды
За свой профессионализм и социальную позицию Башмашников получил государственные и городские награды. Удостоен звания «Заслуженный работник текстильной и лёгкой промышленности РСФСР». Награждён орденом Дружбы народов, медалью «За доблестный труд. В ознаменование 100-летия со дня рождения В.И. Ленина» и Почётным знаком города Ярославля I степени.

## Семья
- Сын — Башмашников Алексей Абрамович, полковник запаса, начальник Ярославской детской железной дороги